# Clifton Pugh

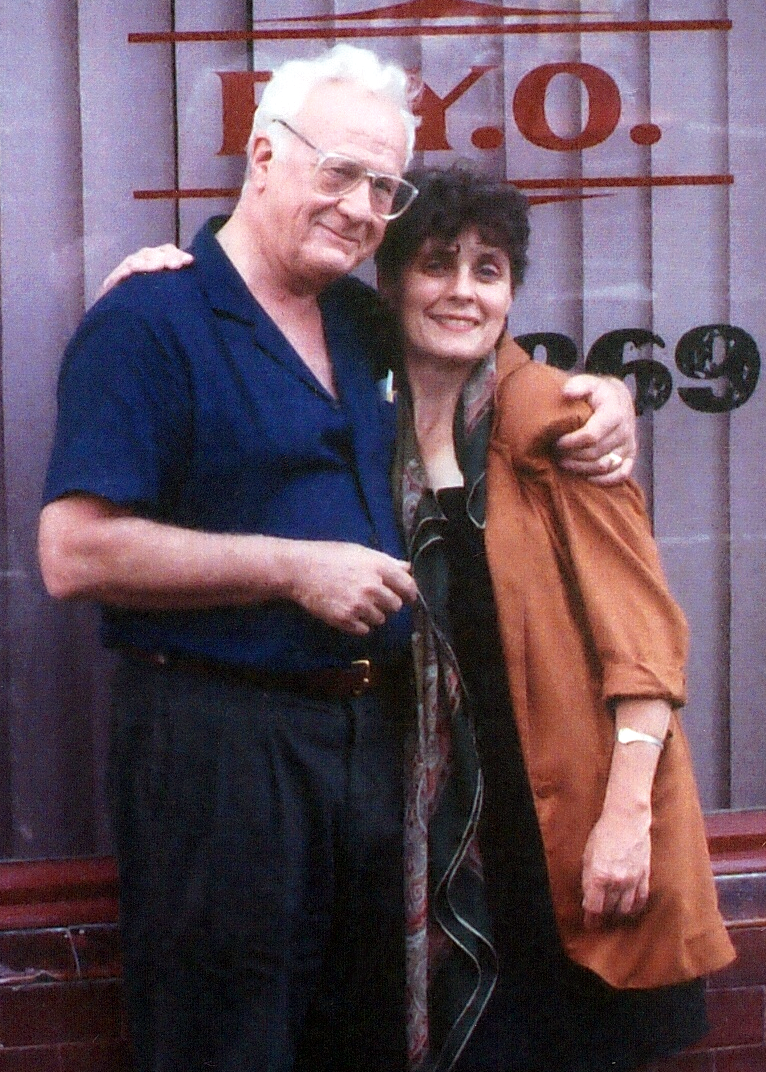
Clifton Pugh und Sally Morrison vor dem Comedy Café in der Smith St, Fitzroy, Victoria, Australien

Clifton Ernest Pugh AO (* 17. Dezember 1924 in Richmond, Melbourne; † 14. Oktober 1990 in Prahran, Melbourne) war einer der bekanntesten und erfolgreichsten Maler Australiens. Er war einer der Künstler, die bei der Antipodeans-Ausstellung 1959 vertreten waren.

## Leben
Clifton Pugh wurde 1924 in Richmond, Melbourne, als jüngster von drei Söhnen des in England geborenen Ingenieurs Thomas Owen Pugh und dessen Frau Violet Ogden, geb. Cooke, geboren. Sein Großvater mütterlicherseits war der Astronom W. E. Cooke. Pugh besuchte verschiedene Schulen in Victoria und Queensland und verließ die Schule 1939 im Alter von 14 Jahren. Er arbeitete zunächst in einem Zeitungsbüro und einer Flugzeugfabrik und besuchte 1940 Abendkurse in Karikaturzeichnen am Swinburne Technical College. 1942 nahm er Abendkurse im Aktzeichnen an der Australian School of Arts and Crafts in Adelaide.
Clifton Pugh wurde am 10. Februar 1943 zum Militärdienst eingezogen und diente im Zweiten Weltkrieg in Papua-Neuguinea (1944–45) und später in Japan (1946–47). Nach seiner Entlassung aus dem Militärdienst im Mai 1947 heiratete er am 20. September 1947 June Heather Rogasch. Die Ehe wurde zwei Jahre später geschieden.
Von 1948 bis 1952 studierte Clifton Pugh an der National Gallery School of Victoria im Rahmen des Commonwealth Reconstruction Training Scheme. Sein Werk war geprägt von den Einflüssen seines Lehrers Sir William Dargie. In den 1950er Jahren erlangte Pugh erste Aufmerksamkeit mit seinen Darstellungen der australischen Flora und Fauna, oft in einem interpretativen, figurativen Stil. Seine Landschaften zeichneten sich durch einen lockeren Pinselstrich und die Schichtung von Farben aus, die das Wesen der australischen Natur einfangen sollten.
Seine erste Einzelausstellung fand 1957 in der Victorian Artists’ Society statt. 1959 wurde er ein prominentes Mitglied der Antipodeans, einer Gruppe von Künstlern, die sich für die figurative Kunst einsetzte. Pugh stellte seine Werke international aus, u. a. 1961 in der Whitechapel Gallery in London. Er war dreimaliger Gewinner des Archibald-Preises mit Porträts von Rupert Henderson (1965), John McEwen (1971) und Gough Whitlam (1972).
Im August 1965 reiste Clifton Pugh mit seiner Familie nach Mexiko, um an einer Ausstellung seiner Werke anlässlich der Eröffnung einer neuen Qantas-Filiale in Mexiko-Stadt teilzunehmen. Die Kultur und die Menschen Mexikos übten eine große Faszination auf den jungen Künstler aus, der sich in einem Haus in der Altstadt von San Miguel de Allende niederließ. Der Einfluss auf Pughs Arbeit war tiefgreifend und führte dazu, dass er jeden Tag von 10 Uhr morgens bis 2 Uhr nachts in seinem Atelier verbrachte. Eine seiner wesentlichen Inspirationsquellen bildete der Gegensatz der Kulturen. Die Stadt San Miguel hatte eine wesentliche Funktion im Kampf um die Unabhängigkeit Mexikos von der spanischen Kolonialherrschaft inne.
Nach seiner Rückkehr nach Australien, wo er die Ergebnisse dieser Arbeit zum ersten Mal gemeinsam betrachtete, stellte Pugh fest: „Ich sehe wirklich zum ersten Mal, wie absolut wichtig diese Reise nach Mexiko war und wie sie meinen Malstil verändert hat. Meine Arbeit wandelte sich vom Gegenständlichen zum Ikonografischen. Man kann sehen, dass diese Bilder die Vorläufer all meiner Dingos waren, all meiner Bilder von wilden Hunden.“
In den 1970er Jahren engagierte er sich in der Australian Labor Party und war Vorsitzender des Kunstberatungsausschusses der Partei. 
Clifton Pugh war ein leidenschaftlicher Umweltschützer, der für seinen scharfen Blick auf das ländliche Australien bekannt war; seine Gemälde waren Kommentar und Aufruf zum Handeln zugleich. Pugh wuchs in der Stadt auf und erwarb nach einem kurzen Militärdienst ein Stück Land in Cottles Bridge, Victoria. Neben seiner künstlerischen Tätigkeit widmete Pugh einen Großteil seiner Zeit der Entwicklung der Umgebung seines Hauses in Cottles Bridge und der Wiederherstellung des natürlichen Ökosystems, das durch Landwirtschaft und invasive Flora und Fauna zerstört worden war. Die Lage am ländlichen Rand des sich entwickelnden Melbourne war nahe genug, um Künstler aus der Stadt anzuziehen, die in die raue Buschlandschaft eintauchten. Pugh’s Estate wurde schnell zu einem beliebten Ort für Künstler wie John Olsen, Fred Williams und John Perceval. Sein Haus Dunmoochin war aus Lehmziegeln und recycelten Materialien errichtet. Das Haus wurde später durch einen Brand zerstört und von der Dunmoochin Foundation wieder aufgebaut.
Clifton Pugh starb am 14. Oktober 1990 in Prahran, Melbourne, an einem Herzinfarkt. Bei seinem Tod hinterließ Clifton Pugh eine Kunstsammlung und ausgedehnte Ländereien in der Region Dunmoochin, die von der Dunmoochin Foundation entwickelt und gepflegt werden sollen.